# Koukoulion

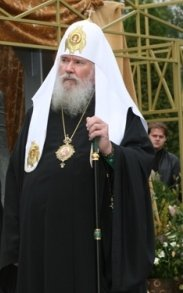
Patriarca ortodoxo de Moscú Alejo II con un koukoulion blanco sobre su cabeza.

El Koukoulion es un tocado tradicional de la iglesia ortodoxa, portado por los clérigos de más alto rango como obispos y patriarcas. Si bien los patriarcas y obispos ortodoxos por lo general utilizaron el klobuk, el patriarca ruso se caracteriza por portar el koukoulion.
En la cima del koukoulion suele haber un zión, un punto fortificado que soporta una cruz. Igualmente, en la parte frontal del koukoulion, se encuentra una imagen bordada de un serafin con sus seis alas.

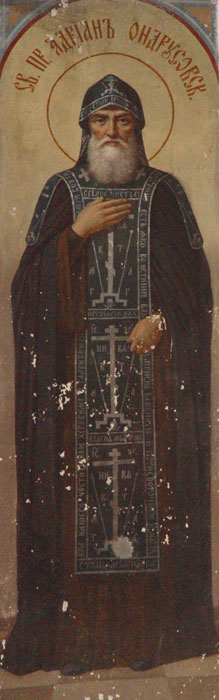
Icono de San Adrián de Ondrusov, portando un koukoulion negro.